# Vibe Smed
Vibe Madsen Smed (født 25. februar 1988) er en dansk racerkører, og arbejder som racerinstruktør hos Palmer Motorsport i England. Desuden deltager hun i det europæiske racerløb Formula Palmer Audi.
I 2009 startede Vibe Smed på medicinstudiet på Syddansk Universitet.